# Polnische Eishockeyliga 1949/50
Die Saison 1949/50 war die 15. Austragung der polnischen Eishockeymeisterschaft. Meister wurde zum ersten Mal in der Vereinsgeschichte überhaupt KTH Krynica.

## Modus
Die vier besten Mannschaften Polens qualifizierten sich für das Finalturnier. Der Erstplatzierte des Finalturniers wurde Meister. Für einen Sieg erhielt jede Mannschaft zwei Punkte, bei einem Unentschieden gab es einen Punkt und bei einer Niederlage null Punkte.

## Qualifikation

### Erste Runde
- Stal Siemianowice – Kolejarz Toruń 2:7

### Halbfinale
- Kolejarz Toruń – Piast Cieszyn 3:2/5:2

## Finalturnier
|    | Klub           | Sp | S | U | N | Tore | Punkte |
| -- | -------------- | -- | - | - | - | ---- | ------ |
| 1. | Górnik Janów   | 3  | 2 | 1 | 0 | 18:9 | 5      |
| 2. | KTH Krynica    | 3  | 2 | 1 | 0 | 16:7 | 5      |
| 3. | Kolejarz Toruń | 3  | 1 | 0 | 2 | 6:15 | 2      |
| 4. | Ogniwo Krakau  | 3  | 0 | 0 | 3 | 1:10 | 0      |

Sp = Spiele, S = Siege, U = unentschieden, N = Niederlagen, OTS = Overtime-Siege, OTN = Overtime-Niederlage, SOS = Penalty-Siege, SON = Penalty-Niederlage

### Entscheidungsspiel um den Meistertitel
- KTH Krynica – Górnik Janów 10:1